# Alice Tuner-Schafer
Alice Turner Schafer (Richmond, 18 de junio de 1915 - 27 de septiembre de 2009) fue una matemática estadounidense fundadora de la Asociación de Mujeres en Matemáticas.

## Biografía
Nació el 18 de junio de 1915 en Richmond, Virginia. Recibió una beca completa para estudiar en la Universidad de Richmond, Virginia,  donde fue la única matemática mujer con un cargo importante, en una época donde las mujeres no eran admitidas ni podían entrar en la biblioteca de la universidad Fue una alumna y estudiante brillante y ganó el premio James del D. Crump en matemáticas durante su primer año. Completó su licenciatura en matemáticas en 1936.

## Trayectoria
Fue profesora de secundaria durante tres años para ganar dinero y así poder costearse sus estudios superiores. Estudió su doctorado en la Universidad de Chicago de donde se recibió en 1942. Su tesis doctoral se enfocó era en el área de geometría diferencial.
Mientras estaba estudiando en Chicago, conoció a Richard Schafer, quien también estudiaba su doctorado en matemáticas en Chicago. En 1942, Turner se casó con Richard Schafer, una vez ambos, habían finalizado sus estudios.

### Trayectoria académica
Después de completar su doctorado, fue docente en la Universidad de Connecticut, la Universidad de Swarthmore , la Universidad de Míchigan y muchas otras instituciones. En 1962 comenzó a trabajar en la Universidad de Wellesley como profesora a tiempo completo. Su marido Richard trabajaba en el Instituto de Massachusetts de Tecnología.
Como profesora, Schafer, se preocupaba especialmente por aquellos alumnos que tenían dificultades o temían a las matemáticas, diseñando clases especiales para ellos. Su interés particular, centró su trabajo en estudiantes de secundaria y especialmente en mujeres y su relación con las matemáticas.
En 1971, Schafer, fue uno de los miembros fundadores de la Asociación de Mujeres en Matemáticas. Fue elegida presidente de la asociación de 1973 a 1975.
Schafer fue nombrada Helen Day Gould Professor de Matemáticas en Wellesley en 1980. Ese mismo año se retiró. Aun así, se quedó allí durante dos años más, ejerciendo de presidenta de Wellesley y su Programa de Acción Afirmativa. Después de retirarse de Wellesley, enseñó en la Universidad de Simmons y también formó parte de la administración del programa de seminarios de la Universidad de Radcliffe. Su marido se retiró del MIT en 1988 y la pareja se mudó a Arlington, Virginia. Aun así, continuó queriendo enseñar. En este sentido, siguió ejerciendo como profesora de matemática en la Universidad de Marymount hasta su segunda jubilación en 1996.

## Premios y reconocimientos
Schafer recibió muchos premios y honores por su servicio y estudio en el campo de las matemática. Recibió una carrera honorífica de la Universidad de Richmond en 1964. Fue elegida como socia de la Asociación americana para el Adelanto de Ciencia en 1985.
En 1990 la Asociación de Mujeres en Matemáticas establecieron el premio Alice T. Schafer de matemática en su honor, por su dedicado servicio orientado a mejorar la participación de las mujeres en las matemáticas.
En enero de 1998, recibió los premios Yueh-Gin Gung y el Dr. Charles y Hu por su distinguido servicio a las matemáticas, otorgado por la Asociación Matemática de América.